# Пам'ять з довільним доступом
Операти́вна па́м'ять (англ. random-access memory, дослівно — пам'ять з довільним доступом, ПДД, первинна пам'ять) — пам'ять ЕОМ, призначена для зберігання коду та даних програм під час їхнього виконання. У сучасних комп'ютерах оперативна пам'ять переважно представлена динамічною пам'яттю з довільним доступом DRAM.

## Типи

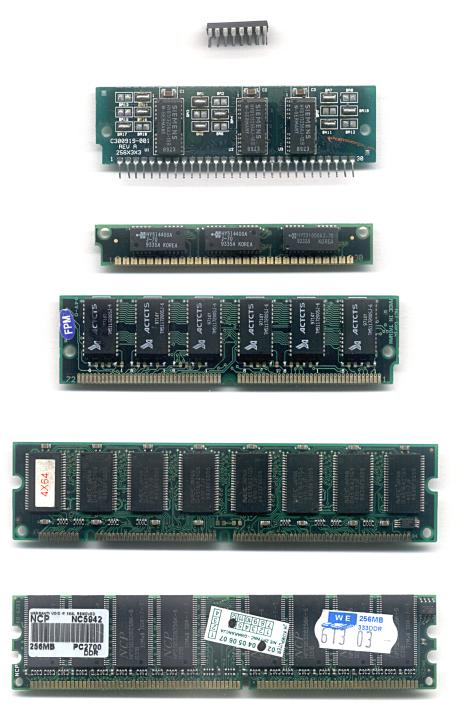
Різні типи модулів оперативної пам'яті

Протилежністю до пам'яті з довільним доступом є пам'ять з послідовним доступом. При довільному доступі, пам'ять організована таким чином, що в будь-яку мить можна отримати значення, записане в будь-якій комірці пам'яті, не переглядаючи інші комірки. При пам'яті з послідовним доступом, яка реалізується, наприклад, на магнітній стрічці, для доступу до певного елемента пам'яті потрібно прокрутити стрічку, зчитуючи інші елементи.
Види пам'яті довільним доступом:
- Напівпровідникова статична (SRAM) — комірками є напівпровідникові тригери. Переваги — невелике енергоспоживання, висока швидкодія. Відсутність необхідності проводити «регенерацію». Недоліки — малий обсяг, висока вартість. Нині широко використовується як кеш-пам'ять процесорів у комп'ютерах.

- Напівпровідникова динамічна (DRAM) — кожна комірка є конденсатором на основі переходу КМОН-транзистора. Переваги — низька вартість, великий обсяг. Недоліки — необхідність періодичного прочитування і перезапису кожної комірки — т.з. «регенерації», і, як наслідок, зниження швидкодії, велике енергоспоживання. Процес регенерації реалізується спеціальним контролером, встановленим на материнській платі або в центральному процесорі. DRAM зазвичай використовується як оперативна пам'ять комп'ютерів.

- Феромагнітна — є матрицею з провідників, на перетині яких знаходяться кільця або біакси, виготовлені з феромагнітних матеріалів. Переваги — стійкість до радіації, збереження інформації при виключенні живлення; недоліки — мала ємність, велика вага, стирання інформації при кожному читанні. В наш час[коли?] в такому, зібраному з дискретних компонентів вигляді, не застосовується.

Проте до 2003 року з'явилася магніторезистивна оперативна пам'ять (MRAM) в інтегральному виконанні. Поєднуючи швидкість SRAM і можливість зберігання інформації при відімкненому живленні, MRAM є перспективною заміною типам ROM і RAM. Проте вона приблизно удвічі дорожча за мікросхеми SRAM (при тій же ємності і габаритах).